# Platja de Collé
La platja de Collé es troba en el concejo asturià de Cuaña. La platja és realment un pedrer amb forma de petxina, està prop de la localitat de Loza, té una longitud d'uns 130 metres i una amplària mitjana d'uns 8-10 metres. Les sorres són grises de gra mitjà i la perillositat de la platja és alta. El seu entorn és rural i de baix grau d'urbanització. Té molt poca assistència. Els accessos són per als vianants i inferiors a un km i molt complicats i perillosos. Les seves aigües són d'un bell color turquesa.
Els pobles més propers són Lloza i Villalocái i també és coneguda com la «Llastra Collé». Està limitada a l'est per la «punta del Palo» i a l'oest per la «punta de Engaramada» i per accedir a ella cal preguntar als pobles propers citats per aquesta punta de Engaramada i es trobaran dues cales, la Engaramada i la Engaramadina, ambdues excel·lents per a la pesca. A causa que es troba en estat gairebé verge, es poden albirar nombrosos exemplars de la fauna marina i terrestre com els falcons, esquirols, gavines, etc.
La platja no té cap servei sent la pesca submarina i la recreativa les activitats més recomanades. És molt important tenir molta cura quan s'està en les proximitats dels penya-segats.